# آیلار حقی
آیلار حقی ملکی (زاده ۱۳۷۸ – درگذشته ۲۵ آبان ۱۴۰۱) دانشجوی پزشکی اهل تبریز بود که در ۲۵ آبان ۱۴۰۱ و در جریان خیزش ۱۴۰۱ ایران در شهر تبریز توسط نیروهای امنیتی جمهوری اسلامی ایران کشته شد.
مقامات دولتی و رسانه‌ها قتل او را انکار کرده و ادعا کردند که از ارتفاع سقوط کرده است. ابتدا به خانواده‌اش فشار آوردند تا اعلام کنند که آیلار خودکشی کرده است. وقتی خانواده این ادعا را نپذیرفتند، پدرش توسط نیروهای امنیتی بازداشت شد. به عنوان ابزاری برای فشار، جسد او را به مدت دو روز به خانواده تحویل ندادند و اجازه دفن او در زادگاهش، ملیک‌کندی (ملکان) را ندادند.
مراسم خاکسپاری و چهلم آیلار حقی با حضور شهروندان در گورستان وادی رحمت برگزار شد. شرکت‌کنندگان شعارهای ضد حکومتی مانند «ما همه آیلار هستیم، مبارزه ادامه دارد»، «آزادی، عدالت، حکومت ملی» و «آذربایجان نخوابیده است، خون آیلار پایمال نشده است» سر دادند. هر دو مراسم با دخالت نیروهای امنیتی متفرق شد. ده‌ها نفر مورد ضرب و شتم قرار گرفته و بازداشت شدند.
پس از کشته شدن آیلار حقی، اعتراضات در استان آذربایجان شرقی شدت گرفت. در شهرهای تبریز، بناب، ملکان، اردبیل و همچنین در دانشگاه آزاد اسلامی واحد تبریز، جایی که آیلار در آن تحصیل می‌کرد، تظاهرات برگزار شد. در این اعتراضات، ده‌ها نفر از معترضان دستگیر شدند.

## درباره
آیلار حقی در سال ۱۳۷۸ در شهر ملیک‌کندی (ملکان) به دنیا آمد. او اصالتاً ترک آذربایجانی است. بعدها به همراه خانواده‌اش به شهر تبریز نقل مکان کرد. آیلار دانشجوی سال چهارم رشته پزشکی در دانشگاه آزاد اسلامی واحد علوم پزشکی تبریز بود.

## کشته شدن
آیلار حقی در زمان اعتراضات ۱۴۰۱ در تاریخ ۲۵ آبان در تظاهرات ضد حکومتی تبریز شرکت کرد. نیروهای امنیتی برای سرکوب تظاهرات متوسل به خشونت شده و سعی در متفرق کردن معترضان داشتند. پس از مداخله پلیس، آیلار حقی فرار و به یکی از ساختمان‌ها پناه برد. چند مأمور که او را تعقیب کرده بودند، وارد ساختمان شده و او را با شلیک گلوله به پشت سرش کشتند. به منظور از بین بردن آثار جرم، جسد او را از ساختمان بلند به پایین پرت کردند.  بعداً مأموران امنیتی برای تحت فشار قرار دادن خانواده او، ادعا کردند که آیلار از ارتفاع سقوط کرده و خودکشی کرده است. هنگامی که خانواده این ادعا را نپذیرفتند، پدرش رجب حقی توسط نیروهای امنیتی بازداشت شد. نیروهای امنیتی حکومت برای فشار بر خانواده، جسد آیلار حقی را به مدت دو روز نزد خود نگه داشتند.
رسانه‌های وابسته به حکومت ایران، ویدئویی از دوربین مداربسته یک ساختمان منتشر کردند و مدعی شدند که آیلار حقی پس از پیاده شدن از خودرو در گودالی افتاده و جان باخته است. با این حال در این ویدئو فقط دیده می‌شود که زنی از خودرو پیاده می‌شود  و نه چهره او مشخص است و نه هویت این زن قابل شناسایی.
در جریان اعتراضات، دولت ایران، علت مرگ کشته‌شدگان در اعتراضات را به حوادث مختلف ربط می‌داد. اغلب ادعا می‌کردند که این افراد بر اثر "سقوط از ارتفاع"، "خودکشی"، "بیماری قلبی" یا "حمله از میان جمعیت معترض" کشته شده‌اند. دولت اعلام کرده بود که مهسا امینی که مرگ وی، دلیل شروع اعتراضات بود نیز به دلیل بیماری قلبی درگذشته است.

## تدفین
خانواده آیلار پس از دریافت پیکر دخترشان قصد داشتند که او را در زادگاهش، ملکان به خاک بسپارند اما به آن‌ها اجازه داده نشد. سپس به پدر آیلار، رجب حقی، فشار آوردند که مراسم خاکسپاری در تبریز به صورت بی‌ سروصدا و به صورت خصوصی برگزار شود. با این وجود، خبر علنی شده  و بسیاری از شهروندان در مراسم تدفین شرکت کردند. این مراسم در تاریخ ۲۷ آبان ۱۴۰۱ در قبرستان وادی رحمت برگزار شد. شرکت‌کنندگان در مراسم شعارهای ضد حکومتی سردادند از جمله “ما همه آیلار هستیم، مبارزه ادامه دارد”، “آزادی، عدالت، حکومت ملی” و “ملت آذربایجان این ذلت را تحمل نمی‌کند”. نیروهای امنیتی به تجمع‌کنندگان در قبرستان حمله و آن‌ها را پراکنده کردند و چندین نفر را نیز بازداشت کردند. همچنین شمس‌الدین عباس‌زاده، استاد دانشگاه علوم پزشکی تبریز، به دلیل شرکت در مراسم تدفین آیلار حقی، از کار برکنار شد.
مراسم چهلم آیلار حقی در تاریخ ۶ دی ۱۴۰۱ برگزار شد. تجمع‌کنندگان در این مراسم نیز شعارهایی سردادند از جمله ”ما همه آیلار هستیم، فریاد آزادی سر می‌دهیم“، ”آذربایجان نخوابیده، خون آیلار پایمال نشده“، ”خامنه‌ای قاتل است، حکومتش بی‌اعتبار است“ و ”مرگ بر دیکتاتور”. در این مراسم، پدر آیلار نیز سخنرانی کرد. بعداً نیروهای امنیتی به مراسم حمله کردند که منجر به درگیری میان شرکت‌کنندگان و نیروهای امنیتی شد. نیروهای امنیتی به مردم با باتون حمله کرده و آن‌ها را کتک زدند. والدین آیلار و چندین نفر دیگر نیز بازداشت شدند.

## یادبود
پس از کشته شدن آیلار حقی، شدت اعتراضات در استان آذربایجان شرقی افزایش یافت. در شهرهای تبریز، بناب و زادگاه آیلار یعنی ملکان، اعتراضات و اعتصابات گسترده‌ای برگزار شد. در این اعتراضات ده‌ها معترض بازداشت شدند. دانشجویان دانشکده پزشکی دانشگاه آزاد اسلامی واحد علوم پزشکی تبریز نیز در اعتراض به قتل آیلار حقی در دانشگاه تظاهرات کردند.
در تاریخ ۷ آذر ۱۴۰۱، دختران جوان در جمهوری آذربایجان در حمایت از کسانی که برای حقوق زنان در ایران مبارزه می‌کنند و به یاد دختران آذربایجانی کشته‌شده از جمله حدیث نجفی، اسرا پناهی و آیلار حقی، یک فلش‌ ماب برگزار کردند. در پایان این فلش‌موب تصاویر آیلار حقی و دیگر دختران کشته‌شده آذربایجانی به نمایش درآمد و جمله “ما خبر داریم، با شما هستیم!” نوشته شد.
در تاریخ ۱ اسفند ۱۴۰۱، شعارهایی مانند ”آیلار حقی“، ”می‌توانید شعارهای ما را از دیوارها پاک کنید، اما رد خون را نمی‌توانید“، ”مرگ بر خامنه‌ای“ و ”مرگ بر دیکتاتور“ بر روی دیوارهای خیابان‌های تبریز نوشته شد.